# Cliona euryphylle
Cliona euryphylle är en svampdjursart som beskrevs av Topsent 1888. Cliona euryphylle ingår i släktet Cliona och familjen borrsvampar. Inga underarter finns listade i Catalogue of Life.